# Grae Morris
Pour les articles homonymes, voir Morris.
Grae Morris est un véliplanchiste australien né le 16 octobre 2003 à Randwick, en Nouvelle-Galles du Sud. Il a remporté la médaille d'argent de l'IQFoil masculin aux Jeux olympiques d'été de 2024, organisés à Paris.